# AmeliCA
AmeliCA es una infraestructura de comunicación para la publicación académica y la ciencia abierta, sostenida de forma cooperativa y centrada en un modelo de publicación sin fines de lucro para conservar la naturaleza académica y abierta de la comunicación científica. La iniciativa es liderada por la Organización de las Naciones Unidas para la Educación, la Ciencia y la Cultura (UNESCO), el Consejo Latinoamericano de Ciencias Sociales (CLACSO), la Red de Revistas Científicas de América Latina y el Caribe, España y Portugal (Redalyc), e impulsada desde su lanzamiento por la Universidad Autónoma del Estado de México (UAEM) y la Universidad Nacional de La Plata (UNLP). De igual forma, AmeliCA integra en calidad de participantes a instituciones, asociaciones y revistas que apoyan su razón de ser.
AmeliCA asume los Objetivos de Desarrollo Sostenible de Naciones Unidas como el eje rector que orienta sus principios y valores, proyectos y estrategias de vinculación. El objetivo de AmeliCA es conservar al conocimiento científico como un bien común y ayudar a fortalecer un sistema de publicación abierto que permita una participación equitativa en el diálogo mundial de la ciencia.
El nombre de AmeliCA se retoma del término náhuatl “ameli”, el cual hace referencia al surgimiento, en especial, a los nacimientos naturales de agua.

## Surgimiento
AmeliCA surge en 2018 como una iniciativa resultado de la experiencia de Redalyc, impulsada por Eduardo Aguado-López y Arianna Becerril-García, para construir un sistema de comunicación para las revistas latinoamericanas y del Sur Global, en respuesta a la crisis de sustentabilidad económica, la falta de reconocimiento ante los sistemas vigentes de evaluación de la ciencia y ante la exclusión de la mayor parte de las revistas de la región, lo cual demanda la formulación de estrategias cooperativas en las que los diversos actores de la comunicación científica apoyen, reconozcan y sostengan el Acceso Abierto. AmeliCA fue presentada en noviembre de 2018, en el marco del I Foro Mundial de Pensamiento Crítico.
AmeliCA retoma la tecnología de publicación abierta y la experiencia de diferentes organizaciones en materia de Acceso Abierto y comunicación científica, con la finalidad de conservar la comunicación académica bajo el liderazgo de la academia y evitar la pérdida de subsidios dado un posible direccionamiento del Acceso Abierto hacia mecanismos comerciales de publicación tales como el cobro por APC (article processing charge). Como fundador de AmeliCA, Redalyc extendió su tecnología y trayectoria de conocimiento para consolidar una infraestructura que fortaleciera a los equipos editoriales de las diferentes instituciones mediante tecnología de publicación digital sin costo para las revistas científicas.

## Principios del modelo de comunicación y publicación
Las revistas que encuentran su espacio de acción y crecimiento en el modelo de publicación que AmeliCA promueve, comparten las siguientes características:
- Cuentan con revisión por pares.
- Cambio en la cultura evaluativa. Comparten la visión de superar la actual evaluación de la ciencia basada en métricas como el Factor de Impacto, e impulsando la inclusión de la ciencia local y la diversidad lingüística por el bien común.
- Promueven una política de Acceso Abierto sin costos por publicación o procesamiento (APC).
- Están comprometidas a utilizar tecnología de publicación digital (XML JATS).

AmeliCA busca integrar revistas científicas de todos los países, ofreciendo a los equipos editoriales la posibilidad de adoptar una tecnología de publicación digital de vanguardia a través de un sistema de marcado en XML que garantiza la interoperabilidad y permite contar con múltiples formatos de lectura de forma automática (HTML, PDF, EPUB, Visor y Móvil). De este modo, AmeliCA ofrece I) a los usuarios: una plataforma de lectura de los principales documentos científicos del mundo, sin costo alguno y II) a los editores: hosting y múltiples beneficios de visibilidad, preservación y acompañamiento técnico y editorial.

## Principios y valores
1. El conocimiento científico generado con fondos públicos es un bien común y el acceso a él es un derecho universal.
2. Se debe fortalecer el modelo de publicación abierta, propiedad de la academia, sin fines de lucro, sustentable, con métricas responsables y no subordinado.
3. El Acceso Abierto no tiene ningún futuro ni sentido sin una evolución en los sistemas de evaluación a la investigación.
4. La consolidación del Acceso Abierto exige la transición a la comunicación científica digital.
5. La inversión económica en el Acceso Abierto debe ser coherente con su beneficio a la sociedad.
6. La sustentabilidad del Acceso Abierto debe basarse en esquemas de trabajo cooperativos y en una cobertura horizontal de costos.
7. Es necesario reconocer la diversidad de las revistas científicas y detener las presiones que buscan homogeneizarlas.
8. Las revistas deben permitir que el autor retenga los derechos de su obra y eliminar sus políticas de embargo.
9. El impacto social de la ciencia es la base de la existencia del Acceso Abierto.
10. Es necesario respetar las diferentes dinámicas de generación y circulación de conocimiento por área, especialmente en el caso de las Ciencias Sociales y las Humanidades.[3]

## Servicios de AmeliCA
AmeliCA ofrece una infraestructura de conocimiento y tecnología que da sostenibilidad al Acceso Abierto en una escala global y sin fines de lucro para revistas científicas, brindando la posibilidad de eficientar recursos humanos, de tiempo y económicos en el procesamiento XML; y que brinda la pertenencia a espacios de profesionalización y asesoría permanente en OJS, ciencia abierta, propiedad intelectual, etc. Algunos de los servicios que ofrece AmeliCA son:
- Portal de libros y revistas: es una ventana de acceso a la producción de revistas científicas, de todo el mundo y todas las disciplinas, que promueven un modelo de publicación sin fines de lucro para conservar la naturaleza académica y abierta de la comunicación científica. Los contenidos que se visualizan son el resultado del marcaje, en lenguaje XML JATS, realizado por los propios equipos editoriales de las revistas. Asimismo, el Portal de Libros y Revistas de AmeliCA ofrece visibilidad a libros con licencias abiertas de diversas fuentes académicas.
- AmeliCA XML: es el software de marcaje en lenguaje XML bajo el estándar JATS proporcionado por AmeliCA a las revistas científicas que promueven un modelo de publicación sin fines de lucro para conservar la naturaleza académica y abierta de la comunicación científica. El objetivo de AmeliCA XML y de sus valores agregados de lectura (HTML, ePub, visor inteligente, visor móvil, PDF) es dar visibilidad al conocimiento científico y consolidar una comunicación científica digital, mediante tecnología de publicación de vanguardia.
- Comunidad OJS: usuarios y desarrolladores: a partir de este ámbito de intercambio AmeliCA busca facilitar el máximo aprovechamiento del sistema Open Journal Systems (OJS) por parte de las revistas científicas. Esta Comunidad promueve asesoría y profesionalización en el uso de OJS, adhiriéndose a la filosofía de los movimientos de Software Libre.
- AURA: es una herramienta desde la cual AmeliCA refleja el estado general de las revistas científicas con respecto a sus políticas de apertura y derechos de explotación de la publicación científica. El objetivo de AURA es conocer sus políticas editoriales, el acceso a sus archivos, los derechos de explotación y licencias de publicación y cómo éstos pueden afectar a su posterior auto-archivo en repositorios institucionales o temáticos. Las revistas se clasifican por colores siguiendo la taxonomía de DULCINEA y SHERPA/ROMEO Archivado el 31 de diciembre de 2019 en Wayback Machine.
- Blog Ameli: espacio de reflexión y debate en torno al Acceso Abierto y la comunicación científica, desde una perspectiva crítica y bajo el principio del respeto a la diversidad. El Blog Ameli convoca a investigadores, think tanks e iniciativas diversas de Acceso Abierto en un diálogo permanente y de intercambio dinámico.
- Profesionalización editorial: es el eje a partir del cual AmeliCA ofrece recursos de actualización continua, así como asesoría para el fortalecimiento del quehacer editorial en prácticas de Acceso Abierto, con la finalidad de ofrecer herramientas que apoyen a los equipos editoriales de revistas científicas en la toma de decisiones respecto a políticas y principios de Acceso Abierto, visibilidad, buenas prácticas editoriales, etc.

## Reconocimientos
- SPARC Innovator Award 2019, por desafiar el statu quo actual de la comunicación académica en beneficio de investigadores, bibliotecas, universidades y la sociedad.[4]